# SN 2004dm
SN 2004dm – supernowa typu Ib odkryta 14 lipca 2004 roku w galaktyce A224321-4019. W momencie odkrycia miała maksymalną jasność 21,60m.